# Ralph Berzsenyi
Ralph Berzsenyi (* 26. Februar 1909 in Fiume, Österreich-Ungarn; † 10. Juni 1978 in Budapest) war ein ungarischer Sportschütze.

## Erfolge
Ralph Berzsenyi nahm an den Olympischen Spielen 1936 in Berlin mit dem Kleinkalibergewehr in der Konkurrenz im liegenden Anschlag auf 50 m teil. Er erzielte, wie fünf weitere Schützen, 296 Punkte und landete damit auf dem zweiten Platz. Die Entscheidung über die Plätze zwei bis sieben wurde anhand der Punkte der letzten Schüsse festgelegt: Berzsenyi schloss dabei am besten ab und erhielt somit die Silbermedaille hinter Willy Røgeberg.